# Communauté de communes Ill et Gersbach
La communauté de communes Ill et Gersbach est une ancienne communauté de communes française, située dans le département du Haut-Rhin et la région Grand Est.

## Histoire
Elle fusionne avec quatre autres communautés de communes pour former la communauté de communes Sundgau au 1er janvier 2017.

## Composition
La communauté de communes regroupait 9 communes :
| Nom                 | Code Insee | Gentilé         | Superficie (km2) | Population (dernière pop. légale) | Densité (hab./km2) |
| ------------------- | ---------- | --------------- | ---------------- | --------------------------------- | ------------------ |
| Waldighofen (siège) | 68355      | Waldighoffenois | 4,14             | 1 535 (2014)                      | 371                |
| Durmenach           | 68075      | Durmenachois    | 5,76             | 867 (2014)                        | 151                |
| Illtal              | 68240      |                 | 11,96            | 1 373 (2014)                      | 115                |
| Muespach            | 68221      | Muespachois     | 11,37            | 855 (2014)                        | 75                 |
| Muespach-le-Haut    | 68222      |                 | 6,91             | 1 102 (2014)                      | 159                |
| Roppentzwiller      | 68284      |                 | 4,15             | 693 (2014)                        | 167                |
| Ruederbach          | 68288      |                 | 4,46             | 374 (2014)                        | 84                 |
| Steinsoultz         | 68325      | Steinsoultzois  | 4,06             | 787 (2014)                        | 194                |
| Werentzhouse        | 68363      |                 | 4,50             | 566 (2014)                        | 126                |